# Walter Rieseler
Walter Gustav Rieseler (* 3. Dezember 1890 in Burg; † 6. Mai 1937 in Berlin-Schöneweide) war ein deutscher Flugpionier und Erfinder.

## Lebenslauf
Walter Rieseler wurde am 3. Dezember 1890 in Burg (bei Magdeburg) geboren. Er hatte noch einen jüngeren Bruder und eine Schwester.

### Anfänge in der Fliegerei
Seine ersten Versuchsflüge machten Rieseler und Gustav Schulze 1908 mit einem Hanggleiter auf den Gütterschen Bergen bei Burg. Schulze ging 1909 zu Hans Grade in Bork, Rieseler experimentierte auf einer Teichinsel mit Katapultstarts. In Schwerin war Rieseler Ende 1912/ Anfang 1913 auf dem neuen Flugplatz Görries am Bau eines Sportflugzeuges der Firma Obotrit beteiligt.
1913 schulte Rieseler ebenfalls bei Hans Grade und erwarb am 9. August auf einem Grade Eindecker den deutschen Flugzeugführerschein der FAI mit der Nr. 481. Im darauffolgenden Jahr arbeitete er als Fluglehrer auf dem Flugplatz Johannisthal. Während des Ersten Weltkrieges war er Abnahmepilot bei der LVG in Johannisthal und Fluglehrer in Köslin (Pommern). Nach dem Krieg eröffnete er auf dem Flugplatz Johannisthal eine Fliegerschule, die er ab 1919 mit mehreren Flugzeugen aus Heeresbeständen unterhielt. Die Schule wurde auch von internationalen Schülern besucht. Im Zuge der Inflation geriet die Flugschule in finanzielle Schwierigkeiten.

### Flugzeugentwicklungen
Gemeinsam mit seinem Bruder Werner entwickelte Rieseler Anfang 1920 die Rieseler R.I. Das zweizylindrige Sportflugzeug wurde ausgiebig in Johannisthal getestet. Ein Jahr später entstand die R.II, aus der sich nach erfolgreichen Tests die R.III entwickelte. Seit 1922 besaß die Firma Stahlwerk Mark in Breslau die Bauerlaubnis für die Rieseler Sporteindecker und baute sie bis 1927 in ihrer Filiale Johannisthal als Mark-Eindecker mit eigenen Motoren.
Ein Demonstrationsflug des einsitzigen freitragenden Sporthochdeckers fand im Juni 1922 in der Nähe von Stockholm statt. Der Schwede Filip Bendel studierte in Berlin und nahm auch Flugunterricht bei Rieseler. Anfang 1922 kehrte Bendel mit den Plänen einer R.III nach Schweden zurück und baute das Flugzeug mit Unterstützung einiger Freunde in einer Stockholmer Garage. Am 2. Juni 1922 wurde das Flugzeug mit einem 32 PS starken Haacke-Triebwerk als S-AAR registriert. Die Originalmaschine mit dem Kennzeichen S-AAR steht heute in der Arlanda Flygsamlingar beim Flughafen Stockholm/Arlanda
Das Sportflugzeug R III/22 erhielt seine deutsche Zulassung am 20. Dezember 1922 durch die DVL Berlin-Adlershof. Am 8. Juli 1923 um 5 Uhr morgens absolvierte Antonius Raab eine spektakuläre Landung mitten in Berlin mit einer R III/22 auf der Straße Unter den Linden. 
Die Brüder Rieseler und Pilot Heinrich Schulz nahmen mit einer R.III Parasol vom 31. Mai bis 9. Juni 1925 am Deutschlandflug teil. Ihre Maschine mit dem Kennzeichen D-628 erhielt verschiedene Preise. Zehn Tage nach dem Deutschlandflug verunglückte Werner Rieseler bei einem Schaufliegen in Prenzlau mit einer R.III.

### Hubschrauber-Entwicklungen
Der Absturz seines Bruders Werner wurde Anstoß zur Konstruktion eines absturzsicheren Fluggerätes. Aus dieser Idee entwickelte Rieseler ein sogenanntes Drehflügel-Flugzeug, den Vorläufer eines Hubschraubers. Finanziert vom Hamburger Bankier Kojemann erfolgte der Versuchsaufbau des Windmühlenflugzeug in Hamburg-Fuhlsbüttel. 1926 ließ Walter Rieseler das Tragschrauber-Prinzip unter Schrauber mit starren Rotorblättern für sich und seinen Geschäftspartner Walter Kreiser patentieren. In England erfolgte die Anerkennung des Patents 1927 – zwei Tage vor der Anmeldung des spanischen Flugpioniers Juan de la Cierva.
1930 holte der amerikanische Professor Alexander Klemin von der Daniel-Guggenheim-School of Aeronautics an der Universität New York Rieseler und Kreiser in das neu gegründete Pennsylvania Aircraft Syndicate Ltd. Unter Direktor Wilford wurde ein Versuchshubschrauber mit Vierblatt-Rotor entwickelt. Seinen ersten Probeflug absolvierte der W.R.K.-Gyro (Wilford-Rieseler-Kreiser-Gyro) 1931 in Paoli, Pennsylvania.
Mit neuen Ideen kehrte Walter Rieseler 1934 nach Deutschland zurück. Das Reichsluftfahrtministerium (RLM) bekundete Interesse an den Konstruktionen Walter Rieselers und unterstützte weiterführende Entwicklungen. 1935 erhielt Walter Rieseler das Patent für einen Steilschrauber mit starren, koaxial gelagerten Rotoren (Koax-Rieseler). Im gleichen Jahr gründete er die Rieseler u. Co. Apparatebau auf dem Flugplatz Berlin-Johannisthal. Der erste Probeflug des Rieseler Hubschrauber R.I fand im Sommer 1936 statt. Ernst Udet, zu diesem Zeitpunkt Luftfahrtsachverständiger des RLM, nahm im September an einem Demonstrationsflug teil. Rieseler verbesserte und vergrößerte seine Konstruktion und führte im Frühjahr 1937 Probeflüge mit dem Rieseler Hubschrauber R.II durch.
Am 6. Mai 1937 verstarb Walter Rieseler unerwartet an einem Herzinfarkt. Er hinterließ seine Frau und einen Sohn.
Der Hubschrauber R.II wurde nach Auflösung der Firma Rieseler u. Co. Apparatebau der Deutschen Versuchsanstalt für Luftfahrt in Berlin-Johannisthal übergeben.